# たけたケーブルテレビ
たけたケーブルテレビ（TAKETA Cable Television）は、大分県竹田市が運営する公営ケーブルテレビ局である。ケーブルテレビ放送、インターネット、IP電話の3サービスで、上位回線は大分ケーブルテレコムがある。

## 概略
- 2008年（平成20年）
  - 9月 - 竹田市ケーブルネットワーク事業のセンター施設、幹線敷設工事開始。
  - 10月 - 市民への説明会開始。
- 2009年（平成21年）6月 - 久住、直入地域の部分開局。
- 2010年（平成22年）4月 - 竹田市全域開局。

## サービスエリア
- 大分県竹田市

## 主な放送チャンネル

### 地上波系列別再送信局
| NHK-G   | NHK-E   | NNN / NNS           | ANN          | JNN      | TXN         | FNN / FNS               | JAITS |
| ------- | ------- | ------------------- | ------------ | -------- | ----------- | ----------------------- | ----- |
| NHK大分 | NHK大分 | テレビ大分 福岡放送 | 大分朝日放送 | 大分放送 | TVQ九州放送 | テレビ大分 テレビ西日本 |       |

### 基本チャンネル
大分県内のテレビ放送6chに加えて、地上デジタル11chを活用した自主放送、福岡民放3局の区域外再放送などが視聴可能である。
| ID | 地上デジタル放送                 |
| -- | -------------------------------- |
| 1  | NHK大分総合                      |
| 2  | NHK大分Eテレ                     |
| 3  | OBS大分放送                      |
| 4  | TOSテレビ大分                    |
| 5  | OAB大分朝日放送                  |
| 6  | FBS福岡放送                      |
| 7  | TVQ九州放送                      |
| 8  | TNCテレビ西日本                  |
| 11 | たけた市民チャンネル（自主放送） |

自主放送
- チャンネル愛称：たけた市民チャンネル
  - 番組『たけたホッとタイムス』

### 多チャンネル
上記の基本チャンネルに加えて、BS／CS放送（専門チャンネル）が視聴可能となるチャンネルプラン。2020年（令和2年）2月より大分ケーブルテレコム（OCT）が提供する「J:COM TV」（4K放送対応）が利用可能となった。

## インターネット
竹田市が整備を行う光回線を活用して、大分ケーブルテレコム（OCT）の提供する高速光インターネットサービス「J:COM NET 光」などが利用可能である。2020年2月よりサービス開始。

## 市内IP電話
IP告知端末機を利用することで、テレビ放送サービス加入者間での通話料が無料となるサービス。